# Досектантський буддизм
На думку деяких англомовних дослідників, «досектантський буддизм» — це буддизм, який існував до того, як з'явилися різні секти буддизму. Інші терміни, що використовуються для позначення цього першого періоду буддизму, — «найдавніший буддизм», «первісний буддизм» і «буддизм самого Будди». Деякі японські фахівці (такі як Накамура і Хіракава) використовують вираз «ранній буддизм» (англ. Early Buddhism) для позначення цього першого періоду буддизму, а вираз (який слід сприймати без зневажливого відтінку) «сектантський буддизм» — для позначення періоду давніх буддійських шкіл, що настав після нього.
Досектантський буддизм — це буддизм між періодом першої проповіді Будди й першим поділом Сангхи. Цей поділ відбувся (на думку більшості дослідників) між Другим Буддійським Собором і Третім Буддійським Собором. Хіракава, однак, відносить перший розкол до часу після смерті Ашоки. Шопен ставить під сумнів той факт, що існував єдиний буддизм, який розколовся на секти.